# 고태희 (배우)
고태희(2003년 4월 22일 ~ )는 대한민국의 배우다. 2020년 영화 '다시 만난 날들'로 데뷔했다.

## 방송
- 이미테이션 (2021)
- 방과후 설렘 (2021) - Top64

## 영화
- 다시 만난 날들 (2020) - 해민 역

## CF
- 삼성전자 갤럭시S21 To Go 서비스 (2021)
- 좋은책신사고 쎈수학 (2020)
- 허쉬 스트로베리 앤 크림 수능편 (2020)